# Кесслер, Карл Фёдорович
Карл Фёдорович Ке́сслер (1815—1881) — русский зоолог, профессор и декан физико-математического факультета киевского Императорского университета св. Владимира, заслуженный профессор Императорского Санкт-Петербургского университета, декан его физико-математического факультета в 1856—1862 годах и ректор в 1867—1873 годах. Член-корреспондент Петербургской Академии наук (1874). Тайный советник (1873). Основатель Петербургского общества естествоиспытателей, член Вольного экономического общества, член Энтомологического общества.
Брат Э. Ф. Кесслера, двоюродный дед вице-президента АН СССР академика А. Е. Ферсмана.

## Биография
Немец по происхождению, Карл-Фридрих Кесслер родился в Дамрау (Восточная Пруссия) 1 декабря 1815 года в семье лесничего. Когда Карлу было 7 лет, его отец (тоже Карл-Фридрих) был приглашён на службу в Россию, на должность главного лесничего в военных поселениях Новгородской губернии. В 1822 году семья Кесслеров переехала в Россию и поселилась в селе Грузино недалеко от Новгорода.
С 1828 по 1834 год он учился в 3-й Санкт-Петербургской гимназии, окончив которую поступил на физико математический факультет Санкт-Петербургского университета, который вскоре, по новому университетскому уставу был преобразован во 2-е отделение философского факультета. Сначала в приоритете у него была математика, которой и посвятил он свою первую научную работу, удостоенную университетской золотой медали. Затем его увлекла зоология, лекции по которой читал тогда Степан Семёнович Куторга. Летом 1837 года Кесслер вместе со своим другом студентом-ботаником Железновым отправился в свою первую научную экспедицию в Финляндию. 
После окончания университета в 1838 году со степенью кандидата Кесслер некоторое время работал преподавателем математики и физики в 1-й Санкт-Петербургской гимназии. В 1841 году защитил магистерскую диссертацию по сравнительной анатомии птиц: «О ногах птиц в отношении к систематическому делению этого класса»; в 1842 году — докторскую диссертацию «О скелете дятлов в отношении к месту, занимаемому этим родом в классе птиц».
В 1842 году, в связи с отъездом А. Ф. Миддендорфа в Сибирскую экспедицию, освободилось место заведующего кафедрой зоологии в университете Святого Владимира в Киеве. По рекомендации Ф. Ф. Брандта на эту должность был назначен К. Ф. Кесслер. В киевском университете он проработал 20 лет. Его научная деятельность была тесно связана с работой по организации на кафедре зоологического музея и пополнением его коллекций. Он занимался изучением всех групп позвоночных, совершил много экспедиций по Украине. Итогом этой работы стала 6-томная «Естественная история губерний Киевского учебного округа» (1850—1856) — первая полная сводка украинской фауны. Занимаясь в основном вопросами сравнительной анатомии и систематики, Кесслер большое внимание уделял и изучению образа жизни животных, их экологии и поведения. Несколько лет он посвятил организации систематических наблюдений за миграциями птиц. Им была создана сеть наблюдателей, написано первое в стране «Руководство для определения птиц, которые водятся или встречаются в Европейской России» (1847). Постепенно Кесслера увлекла ихтиология. Во второй период своей научной деятельности он сосредоточил свои усилия на изучении рыб, занимался исследованиями рыб Днепра, Днестра, Южного Буга, северной части Чёрного моря и стал крупнейшим отечественным ихтиологом.
В 1862 году, после смерти своего учителя С. С. Куторги, Кесслер возглавил кафедру зоологии Санкт-Петербургского университета. Также, в 1863—1869 годах, он преподавал анатомию и физиологию животных в Петербургском технологическом институте.
В 1863—1868 годах он исследует ихтиофауну водоёмов северо-западной России — Ладожского и Онежского озёр, реки Свирь. В 1864 году вышла его монография «Описание рыб, которые встречаются в водах С.-Петербургской губернии», в 1968 г. — «Материалы для познания Онежского озера и Обонежского края преимущественно в зоологическом отношении». В 1869—1871 гг. Кесслер исследовал ихтиофауну Волги, Каспийского и Аральского морей. Итогом этого исследования стал большой труд «Рыбы, водящиеся и встречающиеся в Арало-Каспийско-Понтийской ихтиологической области» (1877). Много сил Кесслер отдавал и практическим вопросам охраны рыбных богатств, устройству нерестилищ, искусственному рыборазведению. В 1863 году он выступил на эту тему с циклом лекций в Императорском вольном экономическом обществе.
Много сил и внимания Кесслер уделил созданию Севастопольской биологической станции. Им положено начало регулярных всероссийских съездов естествоиспытателей и врачей. Ещё в Киеве Кесслеру удалось провести два съезда преподавателей естественных наук (в 1861 и 1862 гг.). Наконец, в 1867 г. в Петербургском университете состоялся Первый съезд русских естествоиспытателей и врачей под председательством К. Ф. Кесслера. При жизни Кесслера было проведено ещё 5 съездов: Второй в Москве (1869), Третий в Киеве (1871), Четвёртый в Казани (1873), Пятый в Варшаве (1876), Шестой в Петербурге (1879).
Через год после Первого съезда русских естествоиспытателей и врачей К. Ф. Кесслер организовал Санкт-Петербургское общество естествоиспытателей, образованное 28 декабря 1868 г. В течение 12 лет, до самой своей смерти, Кесслер был председателем этого общества, имевшего три отделения: зоологии с физиологией, ботаники и геолого-минералогическое. В 1856—1862 К. Ф. Кесслер был деканом Физико-математического факультета Петербургского университета, дважды избирался ректором и занимал эту должность в 1867—1873.
До самых последних дней жизни К. Ф. Кесслер оставался деятельным. Уже будучи серьёзно больным, он в 1881 г. собрался на лечение в Константинополь, где планировал изучить рыб Мраморного и Эгейского морей. В связи с этим он первый раз в жизни обратился за материальной поддержкой в Санкт-Петербургское общество естествоиспытателей. Общество выделило необходимые средства, но воспользоваться ими Кесслер уже не успел.
Умер 3 (15) марта 1881 года в Санкт-Петербурге. Похоронен на Смоленском лютеранском кладбище.

## Память
В 1908 году зоолог-фаунист В. М. Артоболевский создал Киевское орнитологическое общество им. К. Ф. Кесслера.
В честь Карла Кесслера назван один из видов каспийской сельди Alosa kessleri (залом), описаный Кесслером в его книге «О сельдеобразных рыбах, встречающихся в Волге» в 1870 году.